# División de Honor de fútbol sala 2007-08
La temporada 2007-08 de División de Honor fue la 19.ª edición de la máxima competición de la Liga Nacional de Fútbol Sala española. Se disputó entre el 14 de septiembre de 2007 y el 7 de junio de 2008. La liga empezó con 16 equipos y un sistema de liga basado en fase regular más fase final, en el que los ocho primeros disputarían el título de campeón y los dos últimos descendían a División de Plata.
El campeón fue Interviú Fadesa, que batió en la final a ElPozo Murcia Turística.

## Campeonato

### Liga regular
| Puesto | Equipo                    | Ptos | J  | G  | E  | P  | GF  | GC  | DG  | Nota                         |
| ------ | ------------------------- | ---- | -- | -- | -- | -- | --- | --- | --- | ---------------------------- |
| 1      | ElPozo Murcia Turística   | 72   | 30 | 22 | 6  | 2  | 138 | 82  | +56 | Fase final                   |
| 2      | Interviú Fadesa           | 61   | 30 | 17 | 10 | 3  | 124 | 80  | +44 | Fase final                   |
| 3      | Benicarló FS              | 49   | 30 | 13 | 10 | 7  | 97  | 81  | +16 | Fase final                   |
| 4      | Carnicer Torrejón         | 47   | 30 | 13 | 8  | 9  | 112 | 96  | +16 | Fase final                   |
| 5      | Azkar Lugo FS             | 47   | 30 | 12 | 11 | 7  | 95  | 81  | +14 | Fase final                   |
| 6      | FC Barcelona Senseit      | 45   | 30 | 13 | 6  | 11 | 103 | 85  | +18 | Fase final                   |
| 7      | Autos Lobelle de Santiago | 45   | 30 | 12 | 9  | 9  | 101 | 99  | +2  | Fase final                   |
| 8      | Playas de Castellón FS    | 43   | 30 | 12 | 7  | 11 | 103 | 111 | -8  | Fase final                   |
| 9      | Caja Segovia FS           | 42   | 30 | 11 | 9  | 10 | 117 | 80  | +37 |                              |
| 10     | Armiñana Valencia         | 42   | 30 | 10 | 12 | 8  | 99  | 95  | +4  | Descenso                     |
| 11     | MRA Navarra               | 33   | 30 | 9  | 6  | 15 | 94  | 107 | -13 |                              |
| 12     | Tuco Muebles Cartagena    | 31   | 30 | 8  | 7  | 15 | 87  | 119 | -32 |                              |
| 13     | Móstoles 2008             | 31   | 30 | 9  | 4  | 17 | 111 | 144 | -33 | Descenso                     |
| 14     | Gestesa Guadalajara       | 29   | 30 | 6  | 11 | 13 | 88  | 108 | -20 |                              |
| 15     | AD Sala 10 Zaragoza       | 26   | 30 | 6  | 8  | 16 | 93  | 124 | -31 | Descenso a División de Plata |
| 16     | Leis Pontevedra           | 14   | 30 | 4  | 2  | 24 | 60  | 130 | -70 | Descenso a División de Plata |

Ascienden a División de Honor 2008/09: Fisiomedia Manacor,  Tien 21 Punctum Millenium Pinto, Marfil Santa Coloma y UD Tres Cantos.

### Fase final
|  | Cuartos de final                           | Cuartos de final                           |                        |                           | Semifinales                          | Semifinales                          |  |                           | Final                                | Final                                |  |
|  | 6 de mayo - 17 de mayo Mejor de 3 partidos | 6 de mayo - 17 de mayo Mejor de 3 partidos |                        |                           | 20 de mayo - 24 de mayo Ida y vuelta | 20 de mayo - 24 de mayo Ida y vuelta |  |                           | 31 de mayo - 7 de junio Ida y vuelta | 31 de mayo - 7 de junio Ida y vuelta |  |
|  |                                            |                                            |                        |                           |                                      |                                      |  |                           |                                      |                                      |  |
|  |                                            |                                            |                        |                           |                                      |                                      |  |                           |                                      |                                      |  |
|  | 1 ElPozo Murcia Turística                  | 2                                          |                        |                           |                                      |                                      |  |                           |                                      |                                      |  |
|  | 1 ElPozo Murcia Turística                  | 2                                          |                        |                           |                                      |                                      |  |                           |                                      |                                      |  |
|  | 8 Playas de Castellón FS                   | 0                                          |                        |                           |                                      |                                      |  |                           |                                      |                                      |  |
|  | 8 Playas de Castellón FS                   | 0                                          |                        | 1 ElPozo Murcia Turística | 2                                    |                                      |  |                           |                                      |                                      |  |
|  |                                            |                                            |                        | 1 ElPozo Murcia Turística | 2                                    |                                      |  |                           |                                      |                                      |  |
|  |                                            |                                            | 4 Carnicer Torrejón    | 0                         |                                      |                                      |  |                           |                                      |                                      |  |
|  | 4 Carnicer Torrejón                        | 2                                          | 4 Carnicer Torrejón    | 0                         |                                      |                                      |  |                           |                                      |                                      |  |
|  | 4 Carnicer Torrejón                        | 2                                          |                        |                           |                                      |                                      |  |                           |                                      |                                      |  |
|  | 5 Azkar Lugo FS                            | 1                                          |                        |                           |                                      |                                      |  |                           |                                      |                                      |  |
|  | 5 Azkar Lugo FS                            | 1                                          |                        |                           |                                      |                                      |  | 1 ElPozo Murcia Turística | 0                                    |                                      |  |
|  |                                            |                                            |                        |                           |                                      |                                      |  | 1 ElPozo Murcia Turística | 0                                    |                                      |  |
|  |                                            |                                            | 2 Interviú Fadesa      | 2                         |                                      |                                      |  |                           |                                      |                                      |  |
|  | 2 Interviú Fadesa                          | 2                                          | 2 Interviú Fadesa      | 2                         |                                      |                                      |  |                           |                                      |                                      |  |
|  | 2 Interviú Fadesa                          | 2                                          |                        |                           |                                      |                                      |  |                           |                                      |                                      |  |
|  | 7 Autos Lobelle de Santiago                | 1                                          |                        |                           |                                      |                                      |  |                           |                                      |                                      |  |
|  | 7 Autos Lobelle de Santiago                | 1                                          |                        | 2 Interviú Fadesa         | 2                                    |                                      |  |                           |                                      |                                      |  |
|  |                                            |                                            |                        | 2 Interviú Fadesa         | 2                                    |                                      |  |                           |                                      |                                      |  |
|  |                                            |                                            | 6 FC Barcelona Senseit | 0                         |                                      |                                      |  |                           |                                      |                                      |  |
|  | 3 Benicarló FS                             | 0                                          | 6 FC Barcelona Senseit | 0                         |                                      |                                      |  |                           |                                      |                                      |  |
|  | 3 Benicarló FS                             | 0                                          |                        |                           |                                      |                                      |  |                           |                                      |                                      |  |
|  | 6 FC Barcelona Senseit                     | 2                                          |                        |                           |                                      |                                      |  |                           |                                      |                                      |  |
|  | 6 FC Barcelona Senseit                     | 2                                          |                        |                           |                                      |                                      |  |                           |                                      |                                      |  |
|  |                                            |                                            |                        |                           |                                      |                                      |  |                           |                                      |                                      |  |

| Campeón de la Liga Nacional de Fútbol Sala |
| ------------------------------------------ |
| Interviú Fadesa Octavo título              |

## Goleadores
| Puesto | Jugador      | Equipo                    | Goles |
| ------ | ------------ | ------------------------- | ----- |
| 1      | Betao        | Autos Lobelle de Santiago | 32    |
| 2      | Borja Blanco | Móstoles 2008             | 31    |
| 3      | Mauricio     | ElPozo Murcia Turística   | 29    |
| 3      | Wilde        | ElPozo Murcia Turística   | 29    |
| 5      | Guga         | Caja Segovia FS           | 28    |
| 5      | Schumacher   | Interviú Fadesa           | 28    |